# Крачунелу де Сус (Алба)
Крачунелу де Сус (рум. Craciunelu de Sus) насеље је у Румунији у округу Алба у општини Четатеа де Балта. Општина се налази на надморској висини од 336 m.

## Становништво
Према подацима из 2002. године у насељу је живело 179 становника, од којих су сви румунске националности.